# Avro Canada CF-105 Arrow
Avro Canada CF-105 Arrow – kanadyjski ponaddźwiękowy myśliwiec przechwytujący ze skrzydłami w układzie delta, opracowany w latach 50. XX wieku przez wytwórnię Avro Canada, będący następcą samolotu Avro Canada CF-100 Canuck.
Założenia, jakie miał spełniać, to m.in. zdolność do lotu z prędkością Mach 2 na wysokości ok. 15 000 m (50 000 stóp). Samolot nigdy nie wszedł do produkcji seryjnej, o czym zadecydowały m.in. względy polityczne, podobne jak w przypadku brytyjskiego BAC TSR-2.
Punktem wyjścia do programu testowego, rozpoczętego w 1958 roku, były studialne prace projektowe z roku 1953. Opracowywanie samolotu przerwano już w 1959 roku, podobnie jak program rozwoju jego silników Orenda Iroquois. Pięć zbudowanych egzemplarzy samolotu oraz dokumentację techniczną pospiesznie zniszczono w krótkim czasie po zatrzymaniu prac, rzekomo w obawie przed szpiegostwem. Decyzję o porzuceniu projektu, jako kontrowersyjną, krytykowano przez wiele lat.
W tworzeniu tego samolotu, jako piloci doświadczalni, brali udział polscy inżynierowie Janusz Żurakowski i Władysław Potocki.